# Deutsches Symphonie-Orchester Berlin
Deutsches Symphonie-Orchester Berlin (DSO) (pl: Niemiecka Orkiestra Symfoniczna w  Berlinie) – orkiestra radiowa współfinansowana przez Deutschlandradio, posiadająca jednak dużą autonomię w kwestiach organizacyjnych.
Deutsches Symphonie-Orchester Berlin została założona w 1946 w amerykańskiej strefie okupacyjnej Berlina jako RIAS-Symphonie-Orchester (RIAS jest skrótem od "Rundfunk im amerikanischen Sektor", "Radio w Amerykańskim Sektorze"). Od 1956 roku orkiestra nosi nazwę Radio-Symphonie-Orchester Berlin. Od 1993 roku jako Deutsches Symphonie-Orchester Berlin.

## Główni dyrygenci
- Ferenc Fricsay (1948–1954, 1959–1963)
- Lorin Maazel (1964–1975)
- Riccardo Chailly (1982–1989)
- Władimir Aszkenazi (1989–1999)
- Kent Nagano (2000–2006)
- Ingo Metzmacher (2007–2010)
- Tugan Sochijew (2012–2016)
- Robin Ticciati (od 2017)